# 송문항
송문항은 경상남도 하동군 금남면 송문리에 있는 어항이다. 2002 7월 8일 어촌정주어항으로 지정하여 관리하고 있다. 시설관리자는 하동군수이다.

## 어항 연혁
- 송문은 소송의 송과 수문의 문을 합쳐서 송문이라 하였으며, 본래 곤양군 서면지역으로 매너리라고 하였다. 1920년대를 전후해 어항근처에 재래식 해수탕이 있었다.

## 어항 구역
본 항의 어항구역은 다음과 같다.
- 수역: 미법 신설선착장 돌출부에서 마을앞 선착장을 연결한 선내수역

## 어항 시설
- 선착장 180m, 물양장 20m

## 기본 계획
- 선착장 240m, 물양장 50m, 호안 15m

## 주요 어종
- 전어, 농어, 숭어, 노래미, 도다리, 굴